# Antonio Pardo
Antonio José Pardo Andretta (ur. 8 września 1970 w Caracas) – wenezuelski narciarz alpejski, olimpijczyk, jedyny reprezentant kraju na Zimowych Igrzyskach Olimpijskich 2014. Założyciel i prezydent Wenezuelskiej Federacji Narciarskiej.

## Życiorys

### Zawód
Pracował w usługach finansowych jako bankier.

### Początki ze sportem
Zaczął jeździć rekreacyjnie na nartach w roku 1988 podczas pobytu w St. Moritz. W wieku 43 lat, w 2011 roku stracił pracę, co było motorem do rozpoczęcia w szerszym zakresie treningów narciarskich. Zaczął wtedy regularnie brać udział w oficjalnych zawodach narciarskich. Wraz z rodziną przeprowadził się do argentyńskiego regionu Patagonii, gdzie rozpoczął intensywny program treningowy.

### Udział na igrzyskach olimpijskich
Zaledwie dwa tygodnie przed rozpoczęciem igrzysk w Soczi Pardo otrzymał wiadomość, że zakwalifikował się do udziału w igrzyskach z minimum 140 punktami wymaganymi przez Międzynarodową Federację Narciarską. Zakwalifikował się na igrzyska w Soczi jako piąty w historii Wenezuelczyk. Jako jedyny uczestnik igrzysk wyszedł na stadion olimpijski z flagą narodową entuzjastycznym, tanecznym krokiem. Wziął udział w slalomie gigancie. Wystartował jako ostatni, 109. zawodnik. Zaraz po starcie stracił równowagę z powodu rozjechania się nart, co spowodowało upadek i eliminację z dalszych etapów konkursu.

### Poza igrzyskami
Przed igrzyskami w Soczi założył Wenezuelską Federację Narciarską, której do dziś jest przewodniczącym. Ma dwóch synów: Antonio i Ignacio.